# Hemmendorf (Rottenburg)
Hemmendorf ist ein Stadtteil von Rottenburg am Neckar im Landkreis Tübingen in Baden-Württemberg (Deutschland).

## Geographie

### Geographische Lage
Hemmendorf liegt rund neun Kilometer südlich der Kernstadt auf der Gäuhochfläche in 405 bis 528 Meter Höhe. Im Osten des Siedlungsgebietes befindet sich das 52 ha große Naturschutzgebiet Vollmershalde.

### Ausdehnung
Hemmendorf hat eine Gemarkungsfläche von 657 Hektar, davon werden 58,8 % landwirtschaftlich und 34,1 % forstwirtschaftlich genutzt; vom Rest entfallen 9,7 % auf die Siedlungs- und Verkehrsfläche, 0,5 % auf Wasserfläche und 0,7 % auf die übrige Nutzung.

## Geschichte

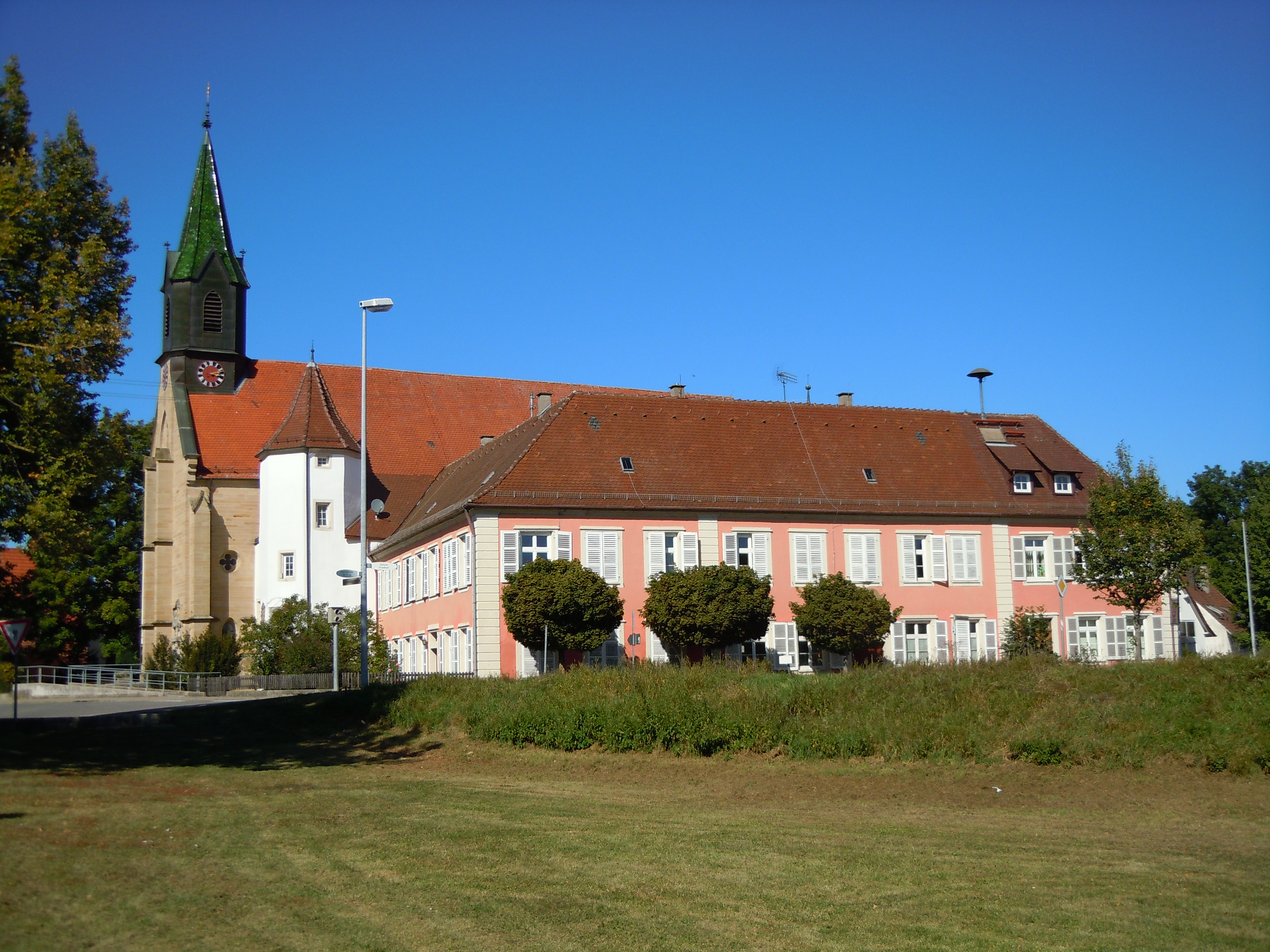
Kirche und Schloss

Die frühmittelalterliche Besiedlung des Dorfes reicht bis in das 7. Jahrhundert zurück. Der Ortsname wird um das Jahr 1100 erstmals schriftlich überliefert. 1258 wird die hiesige Niederlassung des katholischen Johanniter-/Malteserordens (Kommende) erstmals erwähnt. Fast 550 Jahre lang war der Ort ein „geistlicher Zwergstaat“ und gehörte zur Doppelkommende Hemmendorf-Rexingen. 1805 kam die Ordenskommende unter württembergische Staatshoheit (1807 Oberamt Rottenburg, 1938 Kreis Tübingen). Die Kirche St. Johannes Baptist stammt aus dem 14. Jahrhundert.
Am 1. Januar 1972 wurde Hemmendorf in die Stadt Rottenburg am Neckar eingegliedert.

## Bevölkerung
Hemmendorf hat 918 Einwohner (Stand: Mai 2022). In Bezug auf die Gemarkungsfläche des Ortes von 6,57 km² entspricht das einer Bevölkerungsdichte von 140 Einwohnern pro Quadratkilometer.

## Vereine und Einrichtungen
| Vereine - Förderverein Grundschule Hemmendorf e. V. - Johanniter und Bauernvolk Hemmendorf e. V. (2002) - Musikverein Hemmendorf e. V. (1929) - Narrenzunft „Käpfle-Hexa Hemmendorf e. V.“ (2008) - Reiterkameradschaft Hemmendorf e. V. (1992) - Sportverein Hemmendorf e. V. (1959) - Kultur- und Förderverein e. V. (2016) - Fest- und Freizeitfreunde Hemmendorf e. V. (2023) | Einrichtungen - Bücherei - Freiwillige Feuerwehr Hemmendorf - Grundschule Hemmendorf - Jugendraum Hemmendorf - Katholische Kirchengemeinde St. Johannes Baptist Hemmendorf - Kath. Kindergarten - Kirchenchor Hemmendorf - Mehrzweckhalle - Seniorenkreis Hemmendorf |